# 童安炎
童安炎（？—），男，中华人民共和国政治人物，曾任中华人民共和国铁道部运输局局长，国有重点大型企业监事会主席。